# Denebola
Denebola (Beta Leonis, β Leo) – gwiazda w gwiazdozbiorze Lwa, odległa od Słońca o około 36 lat świetlnych.

## Nazwa
Nazwa własna gwiazdy, Denebola, wywodzi się od arabskiego ‏ ذنب الاسد‎ ðanab al-asad, co oznacza „ogon Lwa”. W przeszłości była też znana pod innymi nazwami, m.in. Deneb Alased (wywodząca się z tego samego wyrażenia), Dafira (od słowa ‏الضفيرة‎ al-ðafīrah, oznaczającego pędzel na końcu ogona), a sułtan Uług Beg powiązał z nią nazwę Al Ṣarfah (‏ألصرفة‎, pierwotnie odnoszącą się do jednej z arabskich „stacji księżycowych”, segmentów ekliptyki, które przemierza Księżyc w miesięcznym ruchu). Międzynarodowa Unia Astronomiczna w 2016 roku formalnie zatwierdziła użycie nazwy Denebola dla określenia tej gwiazdy.

## Charakterystyka obserwacyjna
Denebola to trzecia co do jasności gwiazda w gwiazdozbiorze. Jej obserwowana wielkość gwiazdowa to 2,14m, a wielkość absolutna jest równa 1,93m. Leży najdalej na wschód w wyraźnym trójkącie gwiazd położonych na wschód od Regulusa.

## Charakterystyka fizyczna
Denebola to biała gwiazda ciągu głównego należąca do typu widmowego A3. Jest gwiazdą zmienną typu Delta Scuti. Jej temperatura jest wyższa niż temperatura fotosfery Słońca, pomiary wskazują wartości od ok. 8420 do 8750 K. Masa Deneboli jest ok. 1,9 razy większa od masy Słońca, jej promień wynosi ok. 1,65–1,71 promienia Słońca. Gwiazda ta emituje ponad 13 razy więcej promieniowania niż nasza Gwiazda Dzienna. Jeden obrót wokół własnej osi zajmuje jej poniżej 0,65 dnia.
Denebolę otacza dysk protoplanetarny, z którego najprawdopodobniej tworzy się jej układ planetarny, choć żadnych planet na razie nie odkryto. Dysk ten składa się z co najmniej dwóch części – gorącego (600 K) wewnętrznego dysku położonego w odległości 2–3 au od gwiazdy oraz rozległego zewnętrznego dysku o temperaturze ok. 120 K, rozciągającego się od ok. 5 do 55 au od gwiazdy.
Gwiazda ma kilka optycznych towarzyszek, o wielkości gwiazdowej co najwyżej 5,80m.

## W fikcji
W astrologii Denebola jest uznawana za gwiazdę o niekorzystnym wpływie na ludzi, przynoszącą nieszczęście i niesławę.
Na fikcyjnej czwartej planecie Deneboli rozgrywa się akcja jednego z epizodów komiksu Funky Koval.